# 水色車両事業所

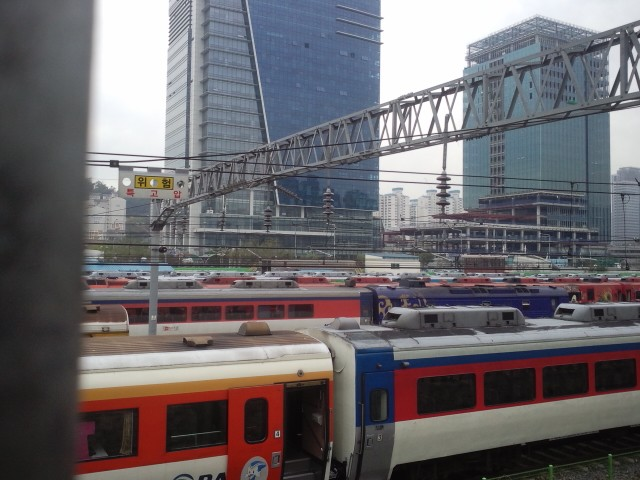
水色車両事業所

水色車両事業所（スセクしゃりょうじぎょうしょ、朝鮮語: 수색차량사업소）は、大韓民国ソウル特別市恩平区と麻浦区に跨る韓国鉄道公社（KORAIL）の車両基地である。京義線水色駅に隣接して設置されている。

## 概要
機関車を扱う水色車両事業所と客貨車を扱うソウル車両事業所の2つの施設で構成される。
ソウル駅から8.1kmの地点にあり、ソウル駅および龍山駅を始終着とするITX-セマウル・セマウル号・ムグンファ号の列車は、当基地までの間を回送として運行する。